# The Beatles Movie Medley
The Beatles Movie Medley är en singel (7" vinyl) med The Beatles utgiven den 30 april 1982 på etiketten Parlophone. A-sidan består av ett medley med ihopmixade låtar från Beatles filmer från 60-talet. Medleyt är 3:56 minuter långt. B-sidan var från början en intervju med The Beatles om filmen A Hard Day's Night men senare tog man bort intervjun och ersatte den med låten I'm Happy Just to Dance With You.

## Låtlista
Låtarna skrivna av Lennon/McCartney
1. "Magical Mystery Tour"
2. "All You Need Is Love"
3. "You've Got to Hide Your Love Away"
4. "I Should Have Known Better"
5. "A Hard Day's Night"
6. "Ticket to Ride"
7. "Get Back"